# Radolińscy herbu Leszczyc

Herb książęcy Radolińskich

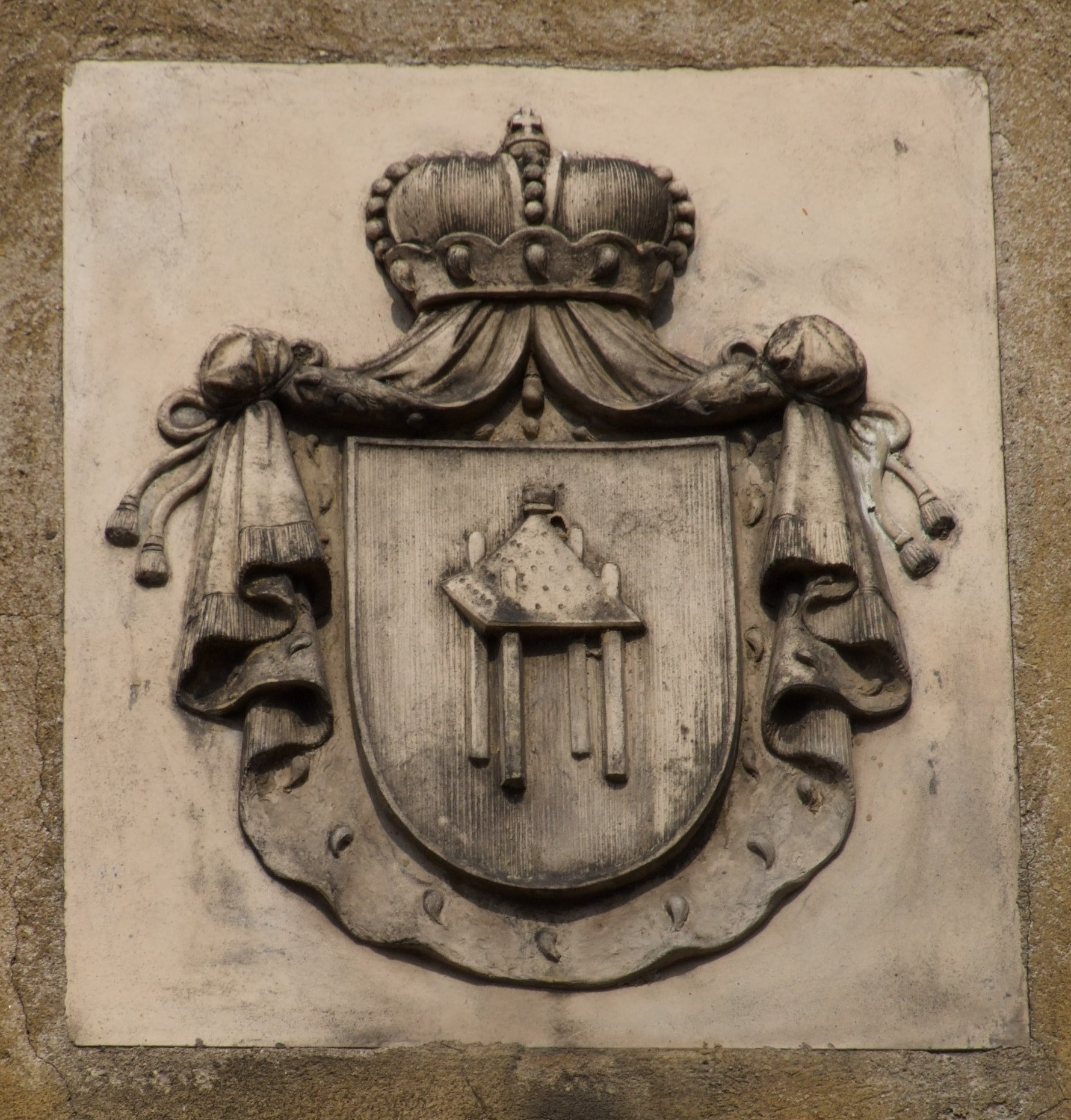
Herb Leszczyc znajdujący się na fasadzie pałacu Radolińskich w Jarocinie.

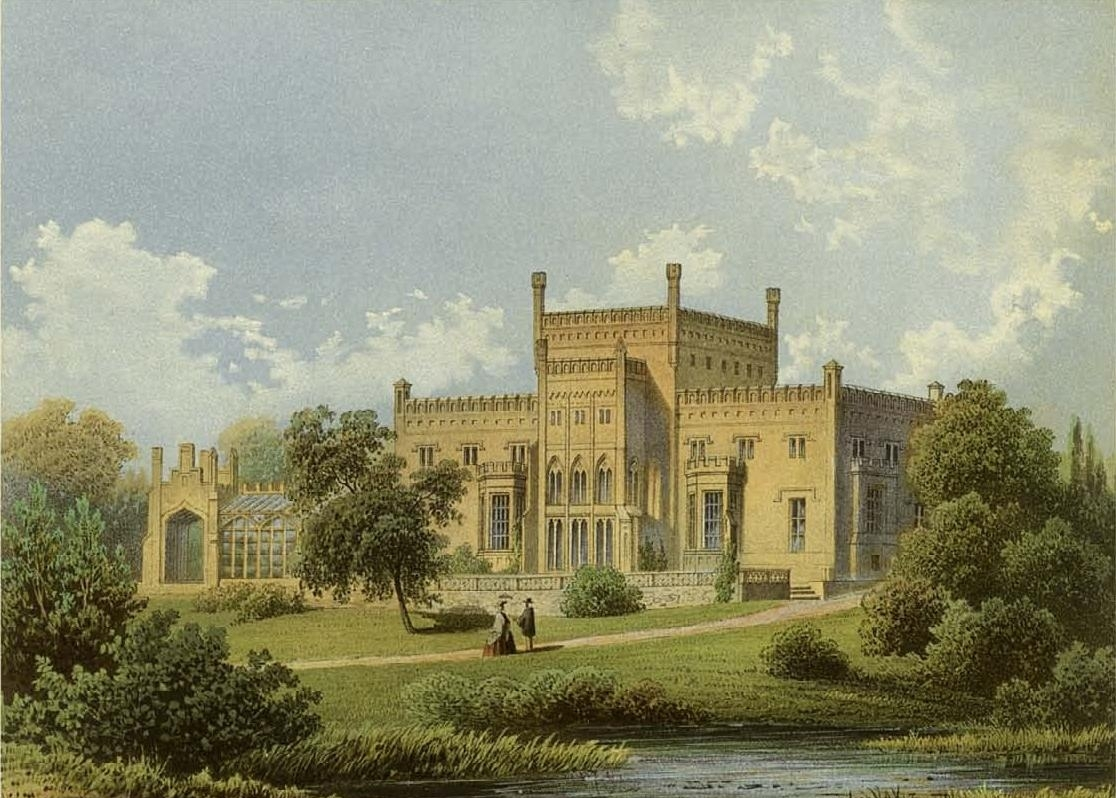
Pałac rodziny Radolińskich w Jarocinie, druga połowa XIX wieku

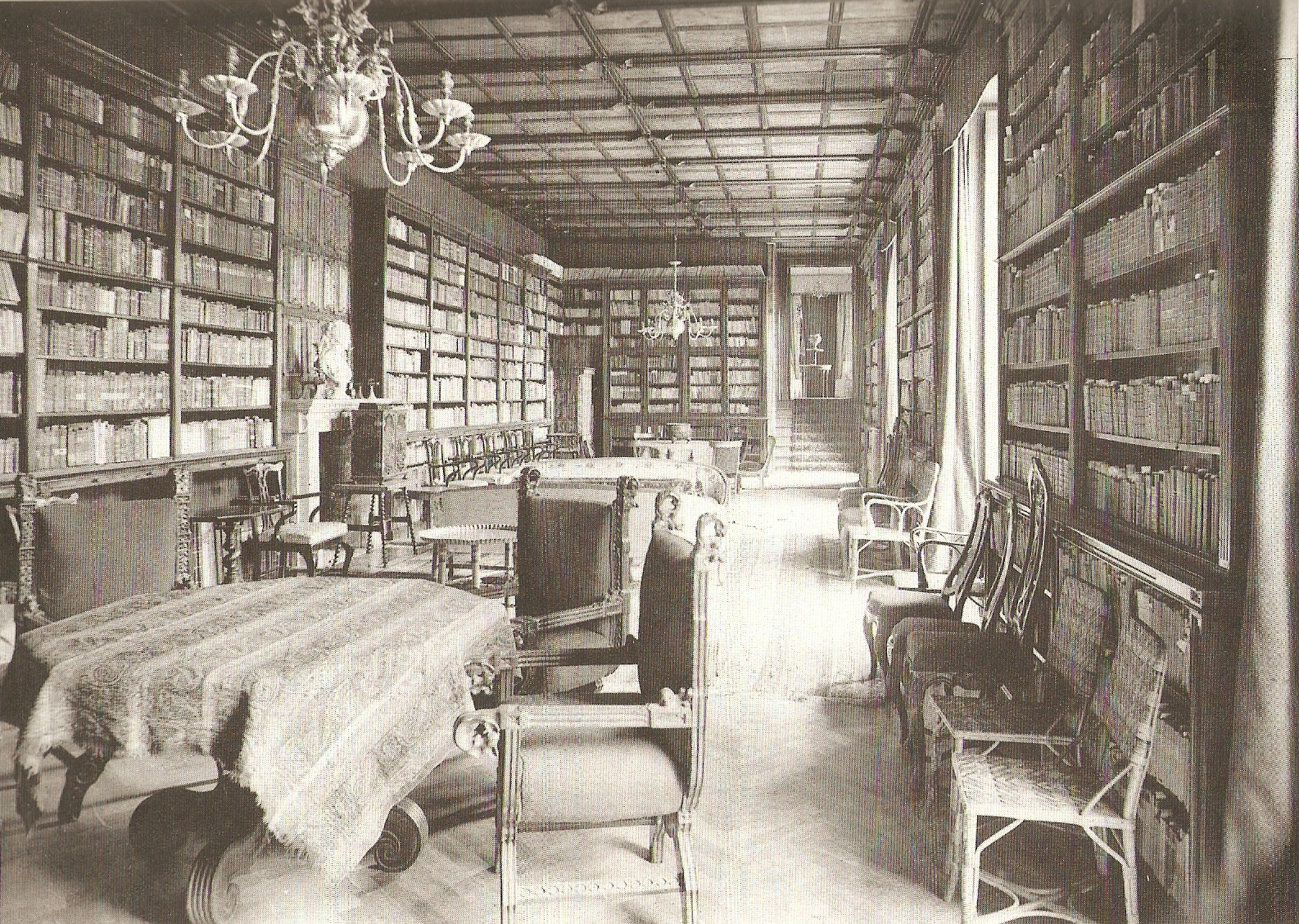
Biblioteka w jarocińskim pałacu w roku 1908

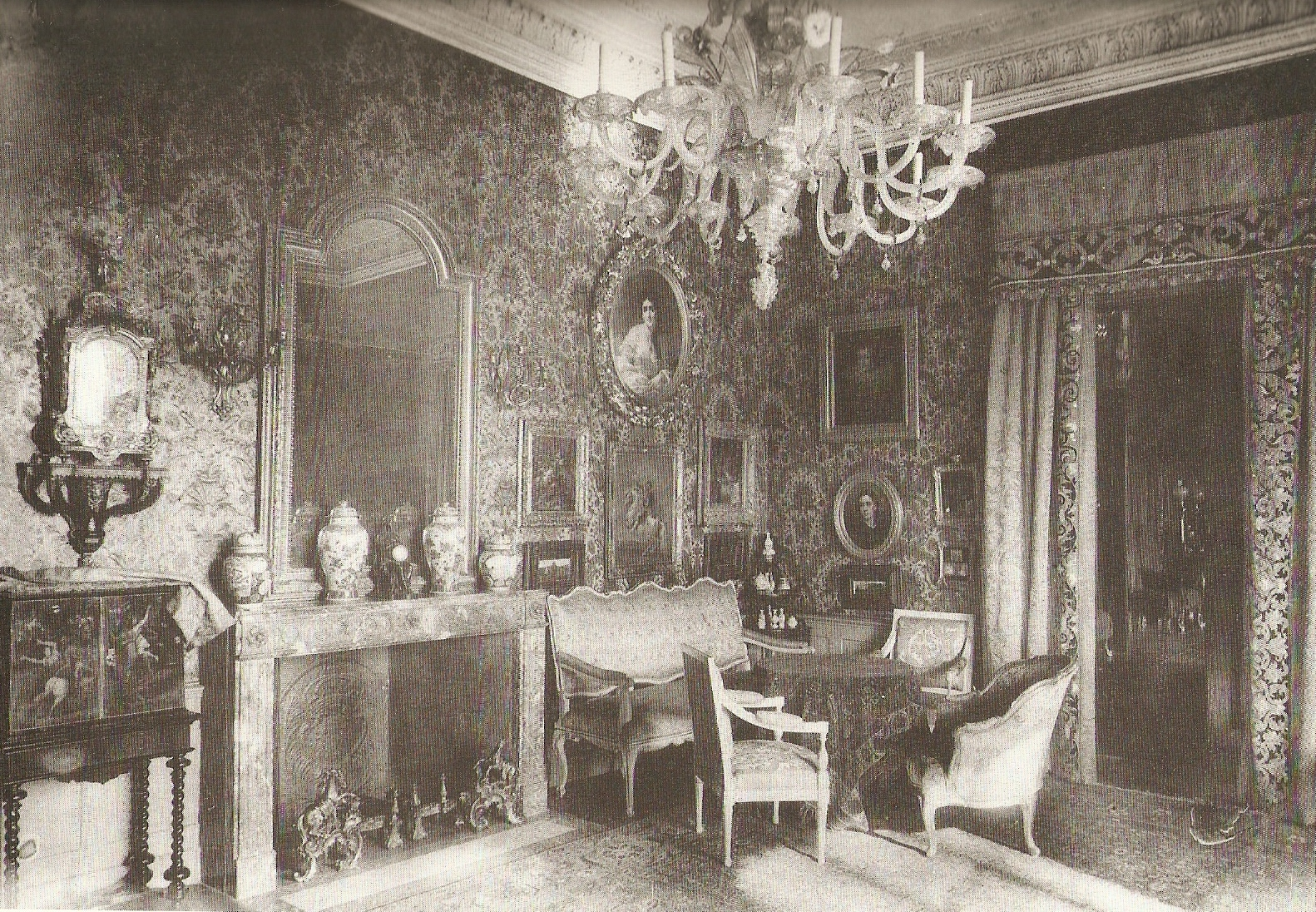
Salon w jarocińskim pałacu w roku 1908

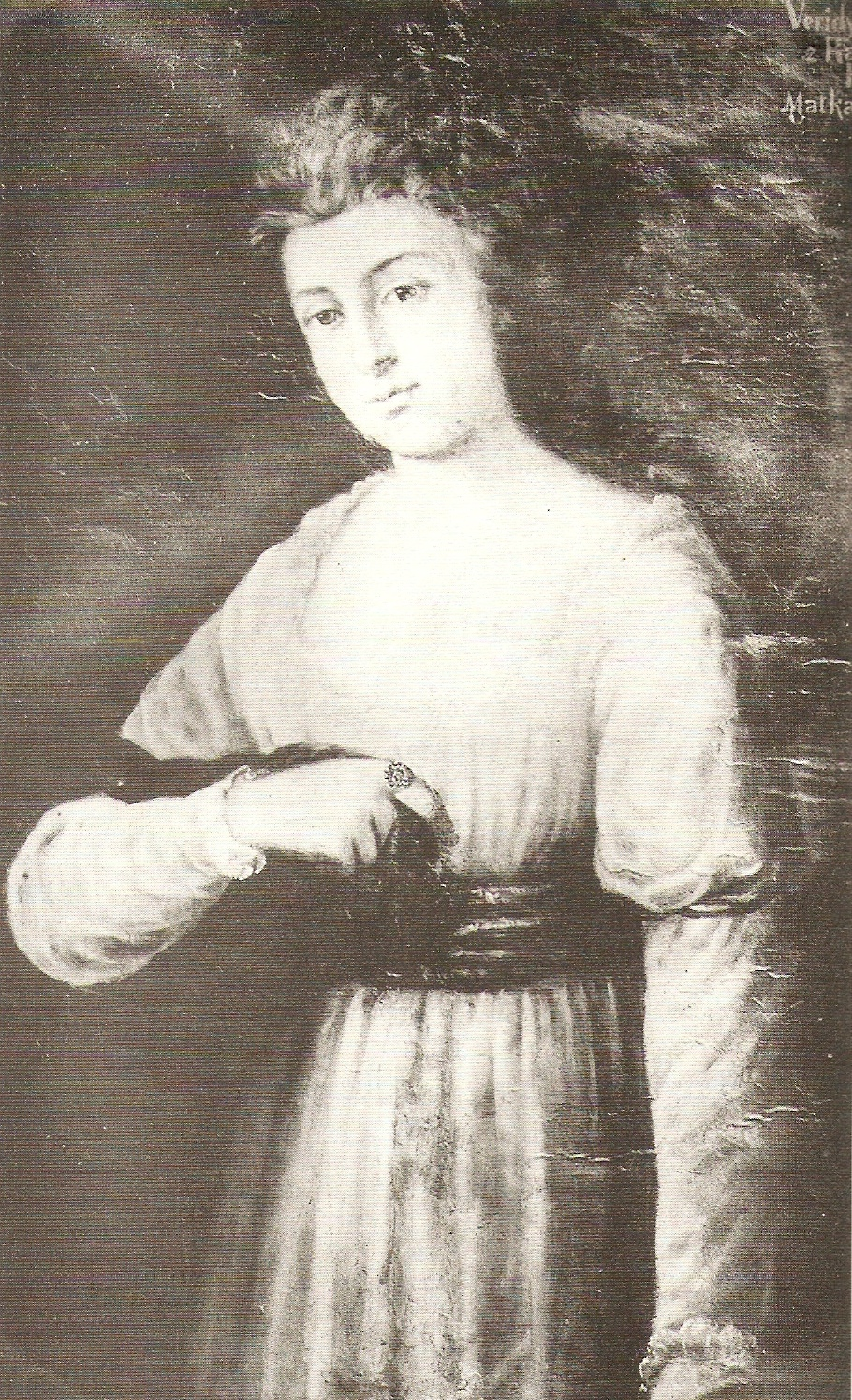
Wirydianna Fiszerowa primo voto Kwilecka

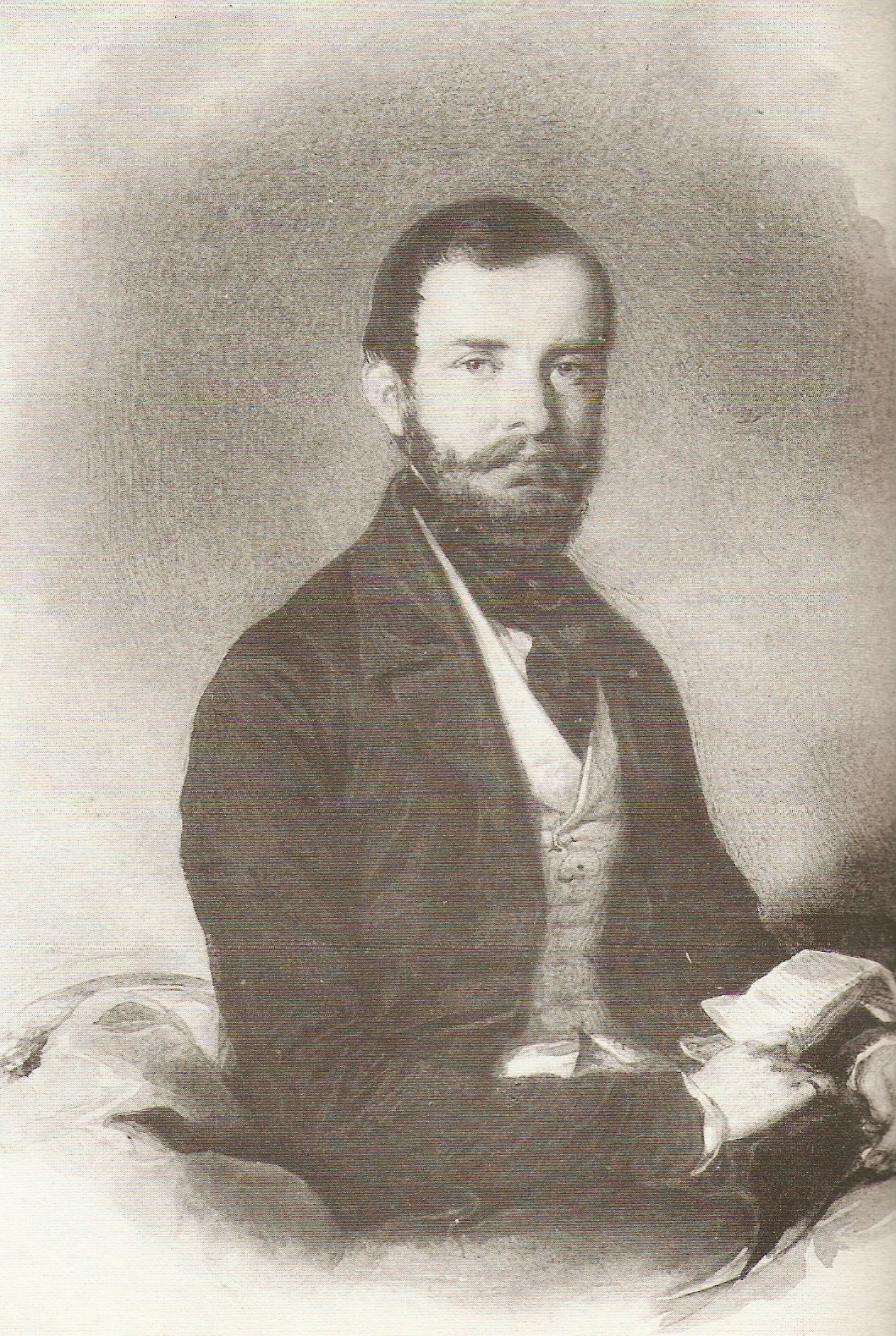
Władysław Radoliński

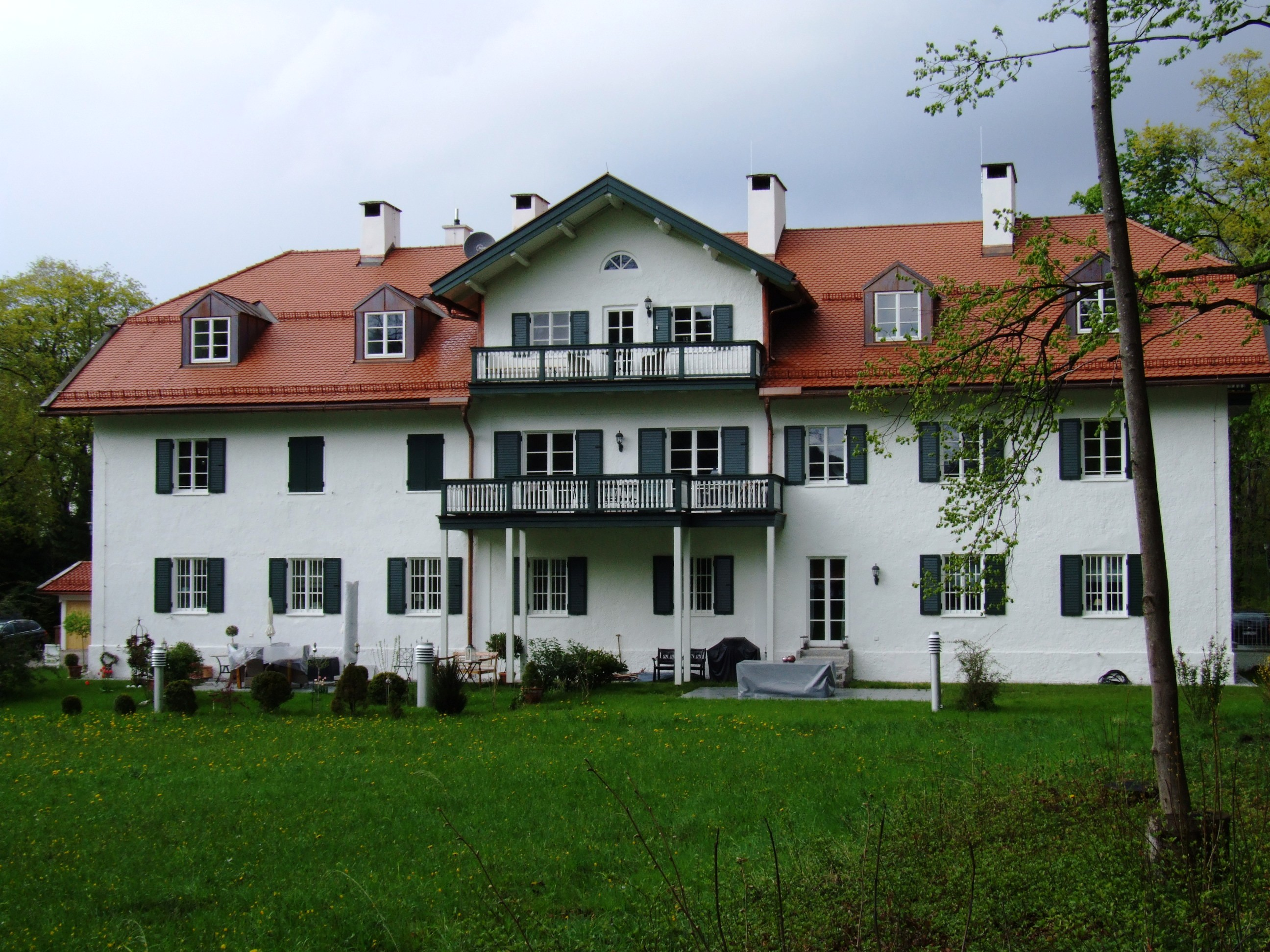
Rodzinny dom Ewy von Wedel (żony Hansa Hugona von Radolina - wnuka księcia Hugona), w którym po II Wojnie Światowej zamieszkała rodzina von Radolin. Furstenstrasse 5, Rottach-Egern, Niemcy

Radolińscy – polski ród szlachecki, który wziął swoje nazwisko od miejscowości Radolina, położonej  niecałe 90 kilometrów na wschód od Poznania. Pieczętował się herbem Leszczyc.

## Historia

### Linia Radolińska rodu Leszczyców
Leszczycowie należą do jednego z najstarszych polskich rodów. W 1740 roku jezuita Ignacy Ostrowski na pogrzebie Józefa Stefana Radolińskiego mówił: „Pragnienie doszukania się praźródeł krwi Jaśnie Wielmożnych Leszczyców byłoby tym samym co szukanie głównego źródła egipskiego Nilu”.  Pierwsze wzmianki o radolińskiej linii Leszczyców pojawiają się pod koniec XIV wieku. Występują w nich postacie Jana z Radoliny oraz Świętopełka z Radoliny, obaj pełniący funkcje podczaszych kaliskich. Pierwszym szerzej znanym przodkiem rodu Radolińskich był Piotr Wysz z Radoliny herbu Leszczyc (ok. 1354 – 1414). W latach 1392 – 1412 pełnił zaszczytną funkcję biskupa krakowskiego. Był niezmiernie szanowany zarówno w Polsce jak i w Watykanie. Papież Urban VI uważał go za „...pracowitego, wiernego i przez inne cnoty cenionego męża stanu, wyróżniającego się również przez doświadczenie”. Królowa Jadwiga uczyniła go jednym z wykonawców swojego testamentu. Jako biskup krakowski przyczynił się do wybudowania lub rozbudowania wielu kościołów w Krakowie i jego okolicach. Brał udział w soborze w Pizie w roku 1409. Trzy lata później został biskupem poznańskim. W 1413 roku był jednym z dostojników podpisujących Unię Polski z Litwą. Zmarł w roku 1414 i został pochowany w poznańskiej katedrze. Bratanicą biskupa Wysza była Barbara herbu Pilawa, której mężem był legendarny polski rycerz Zawisza Czarny.

### Linia Jarocińska rodu Radolińskich
Na przestrzeni wieków ród Radolińskich stawał się coraz liczniejszy.  Posiadał również coraz więcej dóbr. Jego przedstawiciele najczęściej zajmowali średniego szczebla stanowiska w szeroko pojętej administracji państwowej. Z biegiem lat, ponad pozostałe wybiła się jarocińska linia rodu.
Ta gałąź rodu Radolińskich została zapoczątkowana poprzez kupno przez Andrzeja Radolińskiego (ok. 1610 – 1681) miasta Jarocin (prawa miejskie od roku 1257) oraz okolicznych wsi: Bogusław, Ciświca, Roszków oraz Pszonna. Andrzej Radoliński piastował urząd kasztelana krzywińskiego.  Wraz z żoną Katarzyną byli fundatorami rodowej kaplicy grobowej (pw. Matki Bożej Bolesnej) w kościele pw. Św. Marcina w Jarocinie. Po śmierci, Andrzej Radoliński był pierwszym z rodu, który został tam pochowany. Spadkobiercą Radolińskiego był jego najstarszy syn o tym samym imieniu. W młodości podróżował on wraz ze swym bratem Wojciechem po Europie. Po objęciu we władanie Jarocina i okolicznych wiosek, pełnił funkcję sędziego kapturowego. Zmarł w roku 1708 na skutek epidemii dżumy. Jego syn Józef Stefan Radoliński w swym władaniu posiadał  prócz Jarocina i jego klucza, miasto i klucz Skoki, miasto i klucz Łobżenica oraz klucze Sierniki, Kretkowo i Wola. W młodości Józef Stefan przebywał na dworze króla Jana III Sobieskiego. W późniejszym okresie swego życia pełnił funkcję sędziego przy Trybunale Piotrkowskim oraz podkomorzego wschowskiego. Zmarł w roku 1740. Józef Stefan miał siedmioro dzieci (pięciu synów i dwie córki). Na dobrach jarocińskich skupił się ostatni syn Józefa Stefana – Jan, a największą karierę zrobił Józef Stanisław. Podobnie jak ojciec był podkomorzym wschowskim, a w polskim wojsku doszedł do stopnia chorążego.  W roku 1757 poślubił Katarzynę Raczyńską. W 1774 roku z rąk króla Stanisława Augusta Poniatowskiego otrzymał miejscowości Jeziorki, Słupia oraz Piekary jako „wieczystą darowiznę”. Zmarł w roku 1781.
Córką Józefa Stanisława i Katarzyny była Wirydianna (1761 – 1826), która dwukrotnie wychodziła za mąż. Jej pierwszym mężem był poślubiony w roku 1788 Maciej Antoni z Kwilcza Kwilecki, herbu Śreniawa. Był on szambelanem królewskim oraz starostą wschowskim. Małżeństwo to nie należało do udanych. Po jego śmierci Wirydianna wyszła za mąż za generała Stanisława Fiszera, szefa sztabu armii Księstwa Warszawskiego i wieloletniego przyjaciela Tadeusza Kościuszki. Wirydianna poznała Fiszera dzięki Kościuszce w Paryżu. Ich małżeństwo nie należało do łatwych. Mimo posiadania wieli dóbr, Wirydianna żyjąc wystawnie zarówno w swych posiadłościach w Wielkopolsce, Warszawie jak i w Paryżu często musiała zabiegać o pożyczki wśród rodziny. W szerszym gronie nigdy się do tego nie przyznawała będąc wzorem do naśladowania szczególnie dla dam w Warszawie, które doceniały jej znajomości i wytrawny gust. Fiszer zginął w 1812 roku w czasie odwrotu spod Moskwy. Pod koniec  życia, Wirydianna spisała swe barwne wspomnienia. Przez ponad sto lat pozostawały one nieznane dla świata. Zapomniany blask życiu Wirydianny przywrócił Edward Bernard Raczyński (prezydent Polski na uchodźstwie w latach 1979 – 86), który przetłumaczył spisane w języku francuskim wspomnienia swej krewnej na język polski.
Jan Radoliński (1726 – 1796) skupił się na przywróceniu podupadającemu Jarocinowi blasku. Miasto trawione przez pożary, zarazy oraz wojny potrzebowało by tchnąć w nie ducha reform. Radoliński nakazał skrupulatne ściąganie podatków z mieszkańców, bez względu na ich pokrewieństwo i powiązania. Zakazał spożywania alkoholu w czasie sądowych rozpraw(!). Nakazał również zbudowanie szkoły powszechnej. U króla Stanisława Augusta uzyskał pozwolenia na zwiększenie liczby jarmarków miejskich, dzięki którym wzrastały wpływy do budżetu miasta. Jan Radoliński spędzał wiele czasu w klasztorach na modlitwie i zadumie. W latach 1773 – 75 z własnych środków opłacił remont kościoła pw. Św. Marcina w Jarocinie.
Kolejnym Radolińskim, który wiódł nietuzinkowe życie był Jan Ignacy Radoliński (1769 – 1845), syn brata Józefa Stanisława – Andrzeja. W wieku 20 lat został on mianowany przez Fryderyka Wilhelma II podporucznikiem Regimentu Korpusu Gwardii. Na wieść o rozpoczęciu insurekcji kościuszkowskiej porzucił służbę i wyruszył w podróż po Europie, która zaprowadziła go do Paryża. Został tam przedstawiony Napoleonowi Bonaparte. Gdy ten pojawił się ze swym wojskiem w Poznaniu, Radoliński zaoferował mu swą służbę. Był posłem Sejmu Księstwa Warszawskiego. Po śmierci Jana Radolińskiego Jarocin i okalającego go wsie odziedziczył jego najstarszy syn Franciszek. Zmarł on bezpotomnie w wieku 46 lat. Teraz panowanie nad rodzinnymi włościami przejął jego brat Ignacy (1871 – 1825). Ożenił się on ze swoją kuzynką Anną Kwilecką (córką Wirydianny i jej pierwszego męża Macieja Kwileckiego). Nie była to odosobniona praktyka w tamtych czasach. Ignacy podobnie jak ojciec łożył na kościół parafialny w Jarocinie, a gdy Wielkie Księstwo Poznańskie zostało włączone do Prus na mocy ustaleń Kongresu Wiedeńskiego, często procesował się z pruskimi władzami o kwestie związane z zarządzaniem Jarocina.

### Najświetniejsze czasy rodu Radolińskich

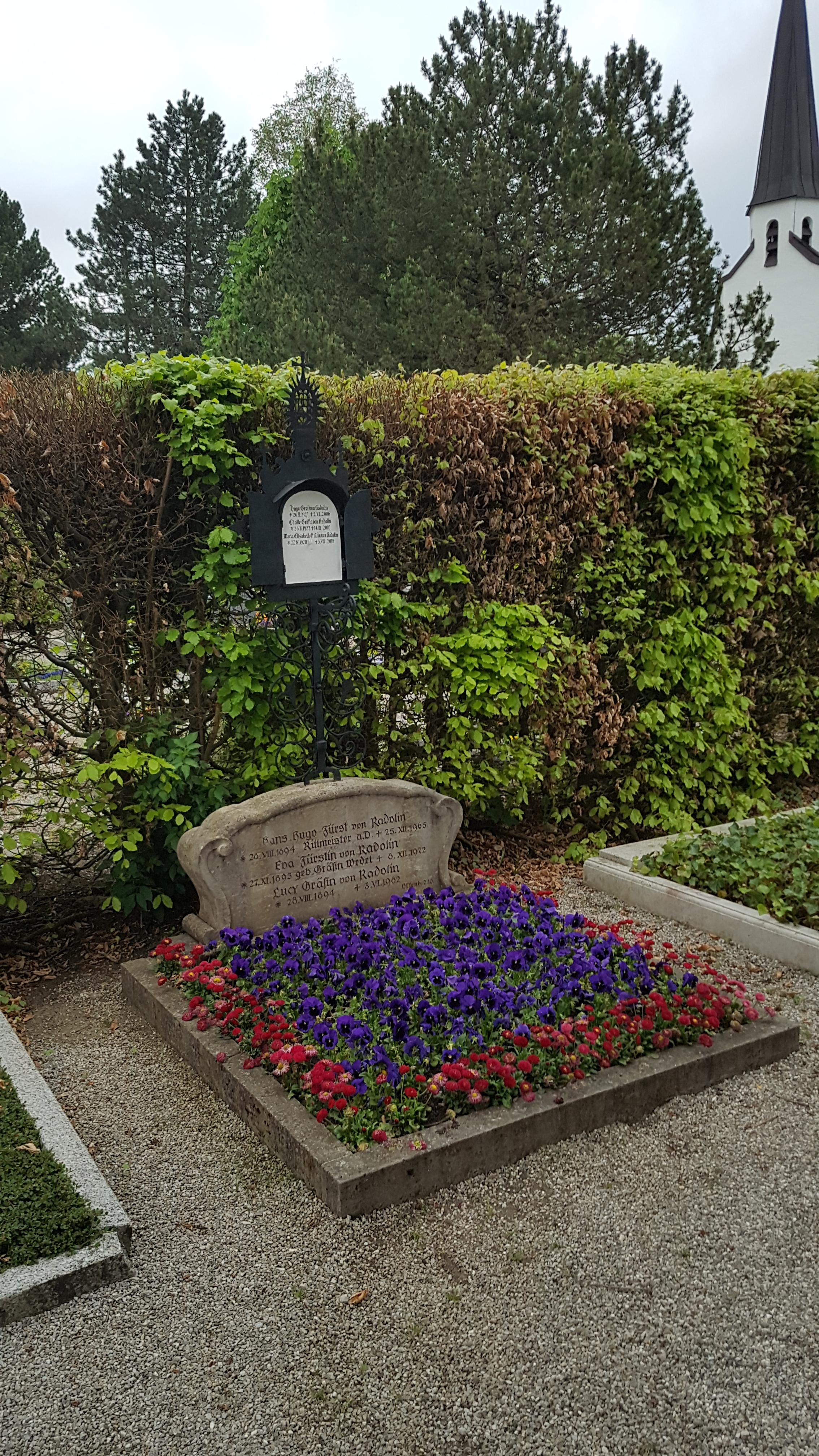
Grób rodziny von Radolin w Rottach Egern

Spadkobiercą Jarocina po Ignacym był jego syn Władysław (1806 – 1879). W młodości, dzięki listom polecającym od Antoniego księcia Radziwiłła przemierzał swobodnie Europę, odwiedzając m.in. Berlin (gdzie spotykał się z Atanazym Raczyńskim), Paryż, Drezno, Brukselę, Kolonię, Lyon, Rzym, Amsterdam czy Florencję. Mieszkając pewien czas w Berlinie pobierał nauki języków niemieckiego i angielskiego oraz fechtunku i jazdy konnej. W czasie swych licznych podróży kupował wiele dzieł sztuki, zarówno jemu współczesnej jak i starożytnej. W roku 1838 brał udział w koronacji królowej Wiktorii w Londynie. Dwa lata później poślubił swoją kuzynkę Józefinę.  Władysław Radoliński podjął ostateczną decyzje dotyczącą zbudowania godnej rodowej siedziby. Na przestrzeni lat kolejne posiadłości były wznoszone ale z różnych powodów żadna z nich nie stała się główną siedzibą Radolińskich. Władysław podjął decyzje o wybudowaniu jej w Poznaniu. Stworzenie projektu zlecił słynnemu niemieckiemu architektowi Fredrichowi Augustowi Stülerowi. Pałac stanął przy dzisiejszym Placu Wolności. Równocześnie z rozpoczęciem budowy siedziby w Poznaniu, Władysław Radoliński starał się wznieść w Jarocinie okazałą letnią rezydencje. Z nieznanych bliżej przyczyn wybudowany i gotowy do zamieszkania pałac w Poznaniu został sprzedany. Nie powiodły się również (ze względów technicznych) plany budowy rezydencji w Jarocinie w pobliżu „Skarbczyka” – ówczesnej siedziby. W końcu postanowiono, że rodowa rezydencja stanie w jarocińskim parku, ale znacznie dalej od pierwotnie wyznaczonego miejsca. Wykonanie projektu neogotyckiego pałacu znów zlecono Stülerowi. Siedziba rodu Radolińskich powstawała w latach 1848-65. Okalający ją park również poddano odpowiedniej restauracji. Małżeństwo Władysława z Józefiną nie było udane. Z urodzonym w 1841 roku synem Hugonem (1841 – 1917) Józefina spędzała wiele czasu w Dreźnie, ku niezadowoleniu ojca. Dopiero po wybudowaniu pałacu, Józefina powróciła do Jarocina, a syn Hugo kontynuował karierę dyplomatyczną w Europie. Skonfliktowany z żoną Władysław zmarł w Neapolu w roku 1879 (tam też został pochowany).
Choć już w 1872 roku Hugo Radoliński został prawnym właścicielem całego jarocińskiego majątku, dopiero po śmierci rodziców (matka Józefina zmarła rok po ojcu) mógł nie oglądając się na rodzinne nieporozumienia zająć się zarządzaniem włościami. Nie przychodziło mu to łatwo z racji funkcji jakie piastował (był m.in. ambasadorem pruskim w Sankt Petersburgu, Konstantynopolu i Paryżu). Mimo tych trudności sprawnie dyrygował swym majątkiem, który z czasem stał się „domem” dla cennych artefaktów z przeszłości rodziny Radolińskich i nie tylko. Pieczołowicie kolekcjonowane pamiątki po przodkach Radolińskiego były jednym z największych skarbów jarocińskiego pałacu.
Dzięki swej pracy w dyplomacji, Radolińskiemu został przyznany pruski tytuł książęcy co skutkowała zmianie nazwiska na von Radolin, a Jarocin został podniesiony do rangi hrabstwa.  Von Radolin był dwukrotnie żonaty: jego pierwszą żoną była Brytyjka Catherine Wakefield, która zmarła bardzo młodo na Maderze. To właśnie z pierwszego małżeństwa pochodził niedoszły kolejny ordynat jarocińskiego majątku – Alfred von Radolin (1864 – 1910). Drugą żoną von Radolina była Niemka Joanna von Oppersdorff. Ślub odbył się na rodzinnym zamku hrabianki w miejscowości Głogówek na Śląsku. Pod koniec dyplomatycznej kariery księcia zmarł niespodziewanie jego syn Alfred. Kilkuletnią emeryturę książę spędził w Jarocinie. Podjął się wtedy rozbudowy pałacu, która nastąpiła w latach 1911-14. Książę von Radolin zmarł 20 lipca 1917 roku w jarocińskim pałacu. Jego spadkobiercą został syn Alfreda Hans Hugo von Radolin (1894 – 1965). Czwartego grudnia 1917 roku w jarociński pałacu wybuchł pożar, który strawił większość cennych, zbieranych przez setki lat istnienia rodu świadectw zamierzchłych czasów. Hans Hugo poślubił Ewę von Wedel (1893 – 1972), z którą doczekali się pięciorga dzieci. Zamieszkali w jarocińskim pałacu starając się sukcesywnie przywracać jego wygląd sprzed feralnego pożaru. Żyjąc w zgodzie z mieszkańcami  Jarocina starali się odnaleźć w nowej powojennej rzeczywistości. Rodzina Radolińskich nigdy nie wróciła do dawnej świetności. Przedwczesna śmierć Alfreda von Radolina oraz tragiczny w skutkach pożar zniweczył plany jakie snuł Hugo von Radolin. Nadejście II Wojny Światowej ostatecznie pogrzebało marzenia Radolinów. Przez niektórych Polaków uważani za Niemców, a przez niektórych Niemców za Polaków, starali się wytrwać w trudnych wojennych latach, niejednokrotnie ofiarując swą pomoc mieszkańcom Jarocina. Dzięki wstawiennictwu Hansa Hugo, z okrytego złą sławą poznańskiego Fortu VII zwolniono jarocinianina Romualda Gralę.
Jarocińska historia Radolińskich miała dramatyczny koniec w styczniu 1945 roku, gdy na kilka godzin przed wejściem Armii Czerwonej do miasta, Hans Hugo von Radolin jako ostatni z rodziny uciekał wozem zaprzęgniętym w konie w kierunku Austrii. Rodzina von Radolin osiedliła się na stałe w Niemczech w bawarskiej miejscowości Rottach-Egern w latach 60' XX wieku. Na cmentarzu w Rottach Egern (przy kaplicy), w rodzinnym grobie pochowano: Hansa Hugo von Radolina - wnuka księcia Hugona, ostatniego ordynata Jarocina, Ewę von Radolin - żonę Hansa Hugona, Lucy von Radolin - siostrę Hansa Hugona oraz jego dzieci: Hugo, Cecylię oraz Marie Elizabeth. Ostatnim żyjącym, bezpośrednim potomkiem jarocińskiej linii rodu Radolińskich jest syn Hansa Hugo i Ewy Hubertus (1933).